# Traité de Greenville

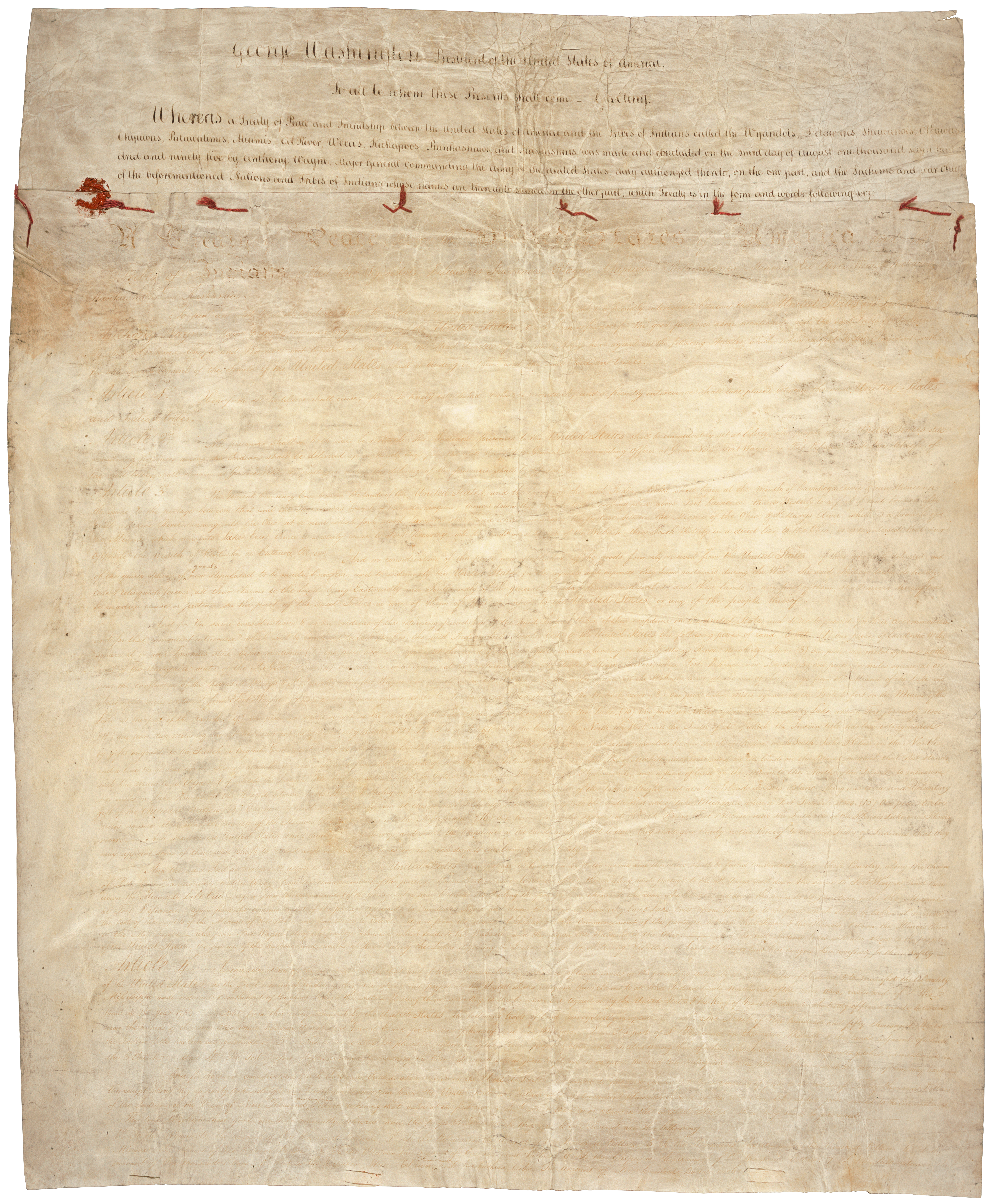
Première page du traité de Greenville.

Le traité de Greenville fut signé à Fort Greenville (actuellement Greenville (Ohio)) le 3 août 1795 entre une coalition d'Amérindiens et les États-Unis à la suite de la perte par les Indiens de la bataille de Fallen Timbers. Cela mit fin à la guerre amérindienne du Nord-Ouest. Les États-Unis étaient représentés par le général Anthony Wayne qui remporta la bataille contre les Amérindiens après avoir détruit leurs villages un an plus tôt à Fallen Timbers. En échange de marchandises diverses (couvertures, ustensiles, animaux domestiques, …) d'une valeur approximative de 20 000 dollars, les Amérindiens « offrirent » un territoire couvrant l'État actuel de l'Ohio, un site couvrant l'actuel centre de Chicago et une portion de la ville de Détroit.

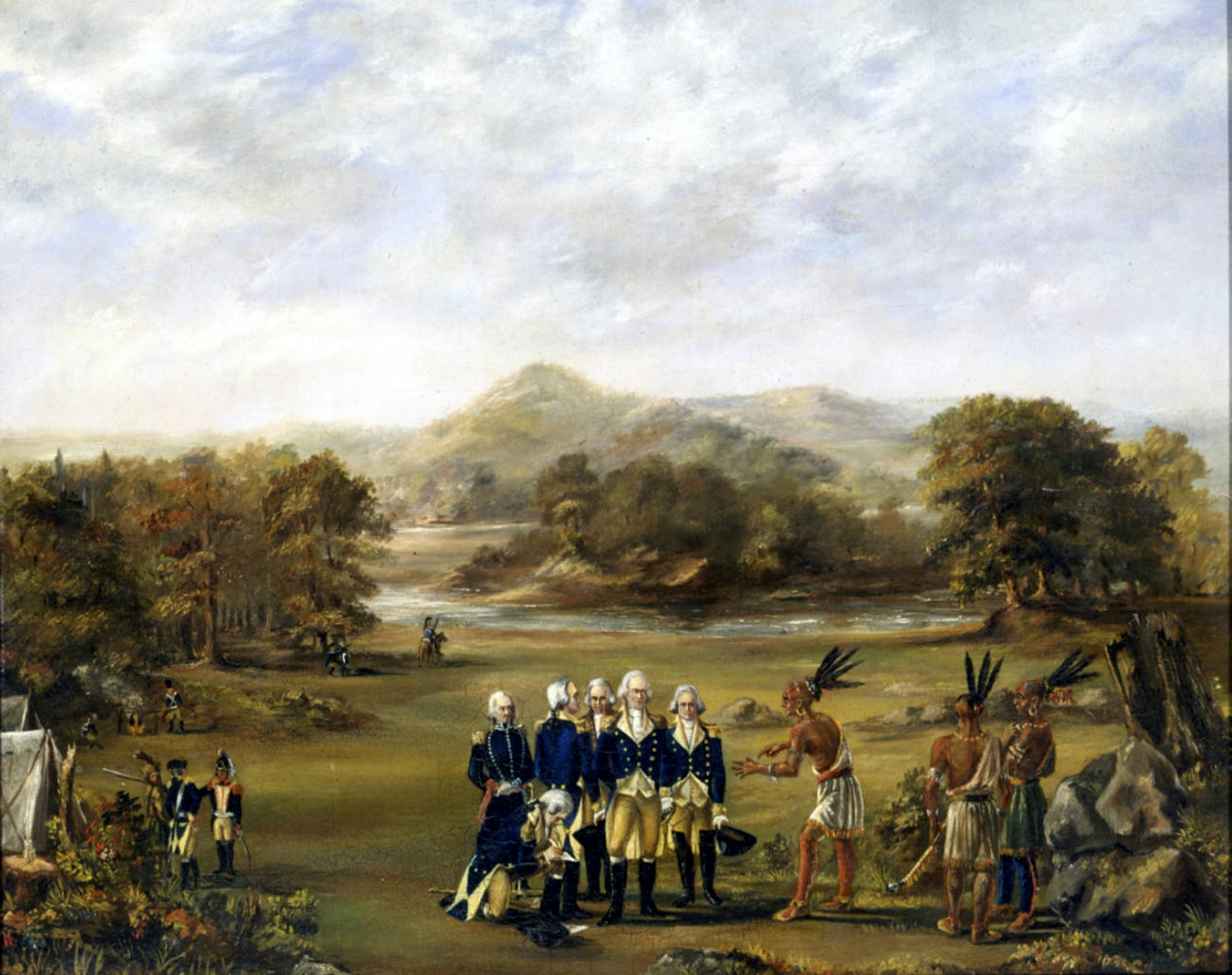
Peinture du traité par un des officiers d'Anthony Wayne.

Les dirigeants amérindiens ayant signé le traité comportaient des membres des tribus :
- Hurons-Wendat ;
- Lenapes (plusieurs bandes) ;
- Shawnees ;
- Outaouais (plusieurs bandes) ;
- Ojibwés ;
- Potawatomis (plusieurs bandes) ;
- Miamis (plusieurs bandes) ;
- Weas ;
- Kickapous ;
- Kaskaskias.

Le traité a établi la « Frontière du traité de Greenville » qui fit office de frontière durant plusieurs années entre les terres colonisées par les Blancs et les terres amérindiennes. La limite fut néanmoins souvent franchie par les colons blancs qui bafouaient les termes du traité. La frontière commençaient à Cleveland jusque Carrollton (Kentucky) en passant par Bolivar. 